# David Koch
David Hamilton Koch (Wichita, 3 de maio de 1940 – Nova Iorque, 23 de agosto de 2019) foi um empresário, filantropo, ativista político e engenheiro químico estadunidense que atuou como vice-presidente da Koch Industries, uma das maiores empresas privadas dos Estados Unidos. Ele serviu como vice-presidente executivo até sua aposentadoria em 2018. Foi candidato a vice-presidente dos Estados Unidos pelo Partido Libertário durante as eleições de 1980. Ele e seu irmão Charles doaram para diversos grupos e campanhas políticas, quase inteiramente republicanas.
Em março de 2017, a revista Forbes avaliou sua fortuna em 48,3 bilhões de dólares.
Em junho de 2019, Koch foi classificado como a 11º pessoa mais rica do mundo, com um patrimônio líquido estimado de 48 bilhões de dólares.
Faleceu no dia 23 de agosto de 2019, aos 79 anos de idade, vítima de um câncer de próstata.

## Infância e educação
David nasceu em Wichita, Kansas, filho de Mary Clementine (nascida Robinson) e Fred Chase Koch, um engenheiro químico. Seu avô paterno, Harry Koch, era um imigrante holandês que havia fundado o jornal Quanah Tribune-Chief, além de ter sido acionista da Quanah, Acme and Pacific Railway. David foi o terceiro de quatro filhos, sendo Frederick R. Koch e Charles Koch os mais velhos e seu gêmeo mais novo Bill Koch.
David frequentou a escola preparatória Deerfield Academy em Massachusetts, graduando-se em 1959. Foi aluno do Instituto de Tecnologia de Massachusetts (MIT), obtendo um diploma de bacharel (1962) e um mestrado (1963) em engenharia química. No MIT, David também jogou basquete, com uma média de 21 pontos por jogo em três anos, o que foi considerado um recorde escolar. Ele também deteve o recorde de 41 pontos entre 1962 e 2009, quando foi superado por Jimmy Bartolotta.

## Carreira na Koch Industries
Em 1970, David ingressou na Koch Industries junto com seu irmão Charles como gerente de serviços técnicos. Ele fundou o escritório da empresa em Nova Iorque e, em 1979, tornou-se presidente de sua própria divisão, a Koch Engineering, renomeada como Chemical Technology Group. Em 2010, David possuía 42% da Koch Industries, assim como seu irmão Charles.
Em 5 de junho de 2018, anunciou sua saída e aposentadoria devido a problemas de saúde.

## Vida pessoal
David se casou com Julia Flesher em 1996. Eles tiveram 3 filhos.
David foi passageiro do voo 1493 da US Airways; a aeronave em que estava colidiu com outra em uma pista no Aeroporto Internacional de Los Angeles em fevereiro de 1991, vitimando 35 pessoas.
No dia 23 de agosto de 2019, morreu aos 79 anos de idade.